# 文東記
文東記（英語：Boon Tong Kee），新加坡著名食肆，始於1979年，當時只是在牛車水擺賣的小檔，至1983年遷往馬里士他路（Balestier Road），其海南雞飯被公認為全國第一。現總店設於里峇峇利路（River Valley Road），在新加坡有6間分店，在台灣及菲律賓亦有數間分店。

## 外部連結
- 官方网站